# Pentacalia acunae
Pentacalia acunae là một loài thực vật có hoa trong họ Cúc. Loài này được Borhidi mô tả khoa học đầu tiên năm 1992.